# 光岡BUBU classic SSK
光岡BUBU classic SSK（BUBUクラッシックSSK）為光岡汽車所推出的仿古典豪華作品車輛。車輛設計以賓士SSK為藍本。

## 車輛歷史

### BUBU classic SSK（1987年－1989年）
1987年7月，組裝車輛「BUBU classic SSK」（BUBUクラッシックSSK）發表。自此，展開仿古典製改裝車輛的製造。限量販售200台。
1989年12月，停止生產。

## 車輛諸元
- 引擎（Engine）：？/1584cc
- 最高馬力（Maximmum Power）：？(？ps)/？rpm
- 最大扭力（Maximum Torque）：？(？kg.m)/？rpm
- 變速系統（Transmission）：4MT
- 傳動型式（Drive system）：FR
- 懸吊系統（Suspension）：油壓式懸吊系統
- 煞車系統（Brakes）：？
- 車長（Overall Length）：3950mm
- 車寬（Overall Width）：1695mm
- 車高（Overall High）：1320mm
- 軸距（Wheel Base）：？mm
- 車身重量（Vehicle weight）：？kg
- 輪胎尺寸（Tyre）：？
- 車輛售價（Price）：￥？

## 相關車輛

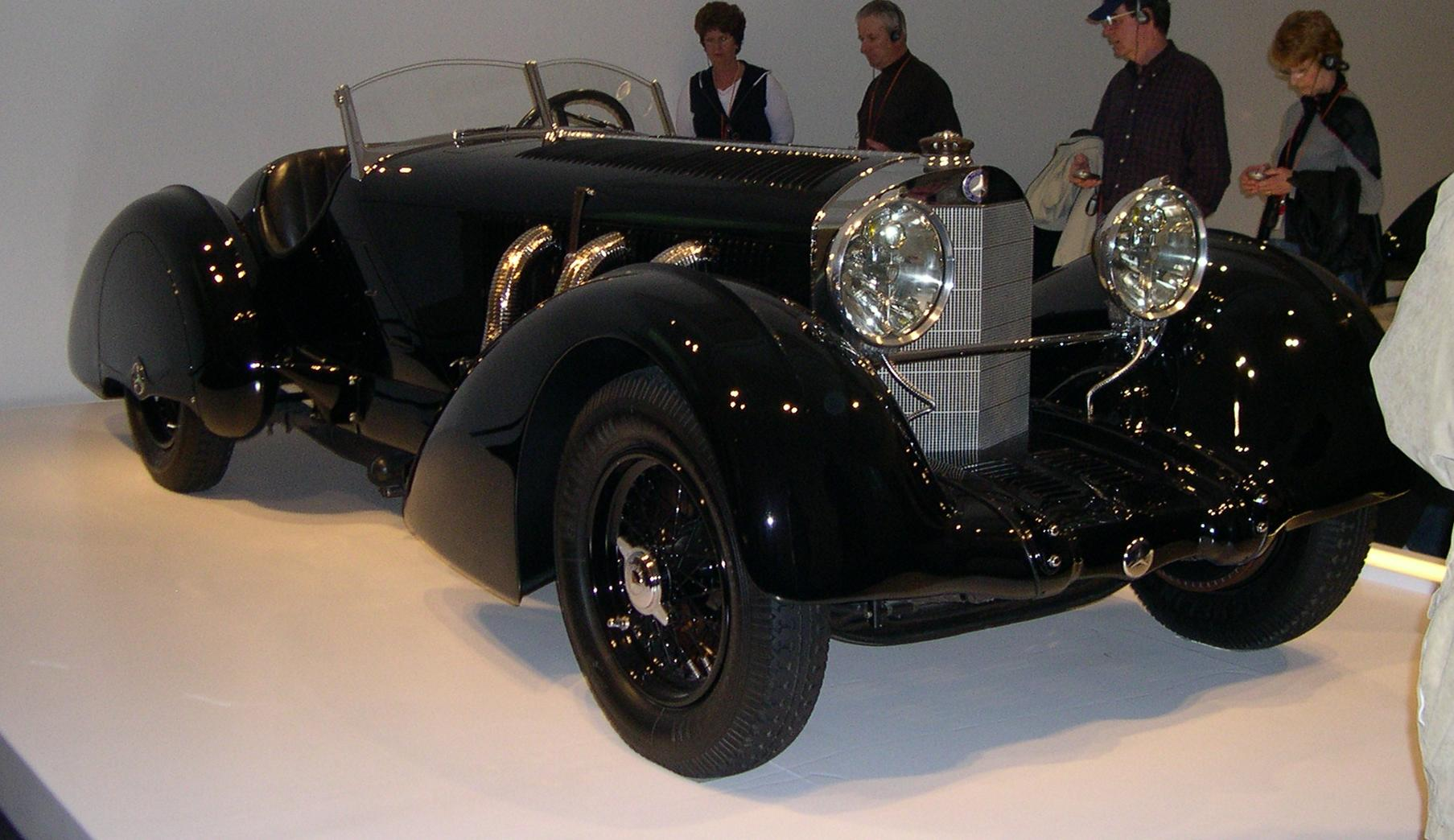
1930年，Mercedes-Benz SSK

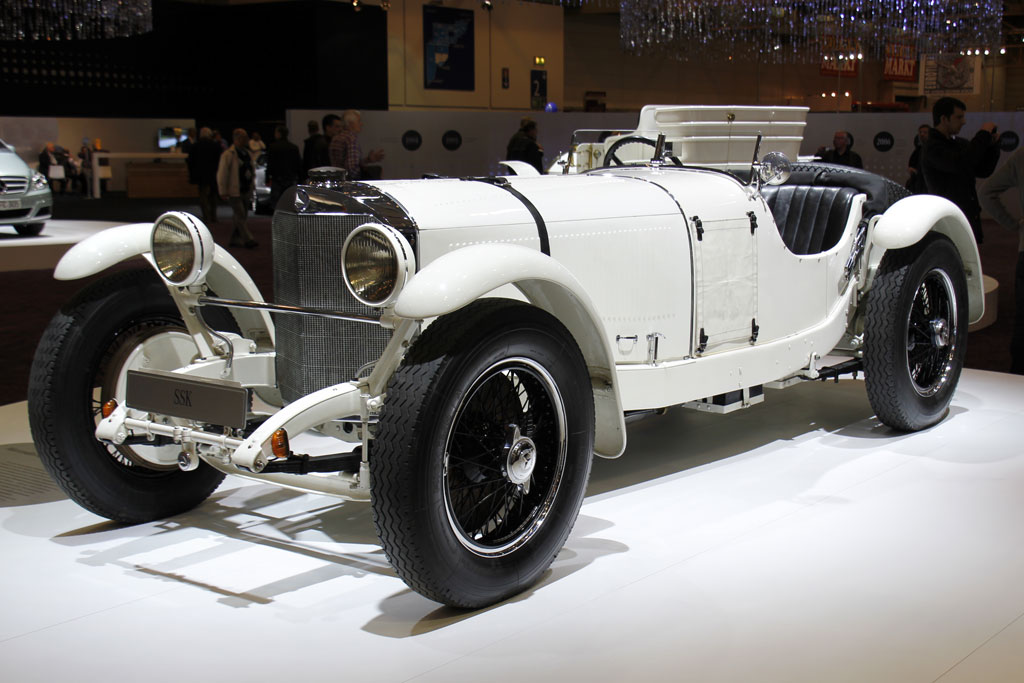
1928年，Mercedes-Benz SSK

### 原創車廠
1928年，Mercedes-Benz車廠所推出的SSK車輛，為原創經典。
- Mercedes-Benz SSK（1928年－1934年）

## 外部連結
- 光岡自動車（页面存档备份，存于）